# Beltrán de Comminges
Bertrán de Cominges o Bertrán de L'Isle (L'Isle-Jourdain, Gers, 1050-Lugdunum Convenarum, Alto Garona, 16 de octubre de 1123), fue un obispo francés, luego canonizado, que es ahora patrono de la ciudad de San Bertrán de Cominges, en el departamento de Alto Garona..

## Vida
De noble familia en L'Isle-Jourdain (Francia) a mitad del siglo XI, hijo de Raymond Atton, señor de L'Isle-Jourdain, y de Taillefer Gervaise Emma, hija de Guillermo III Taillefer conde de Tolosa.

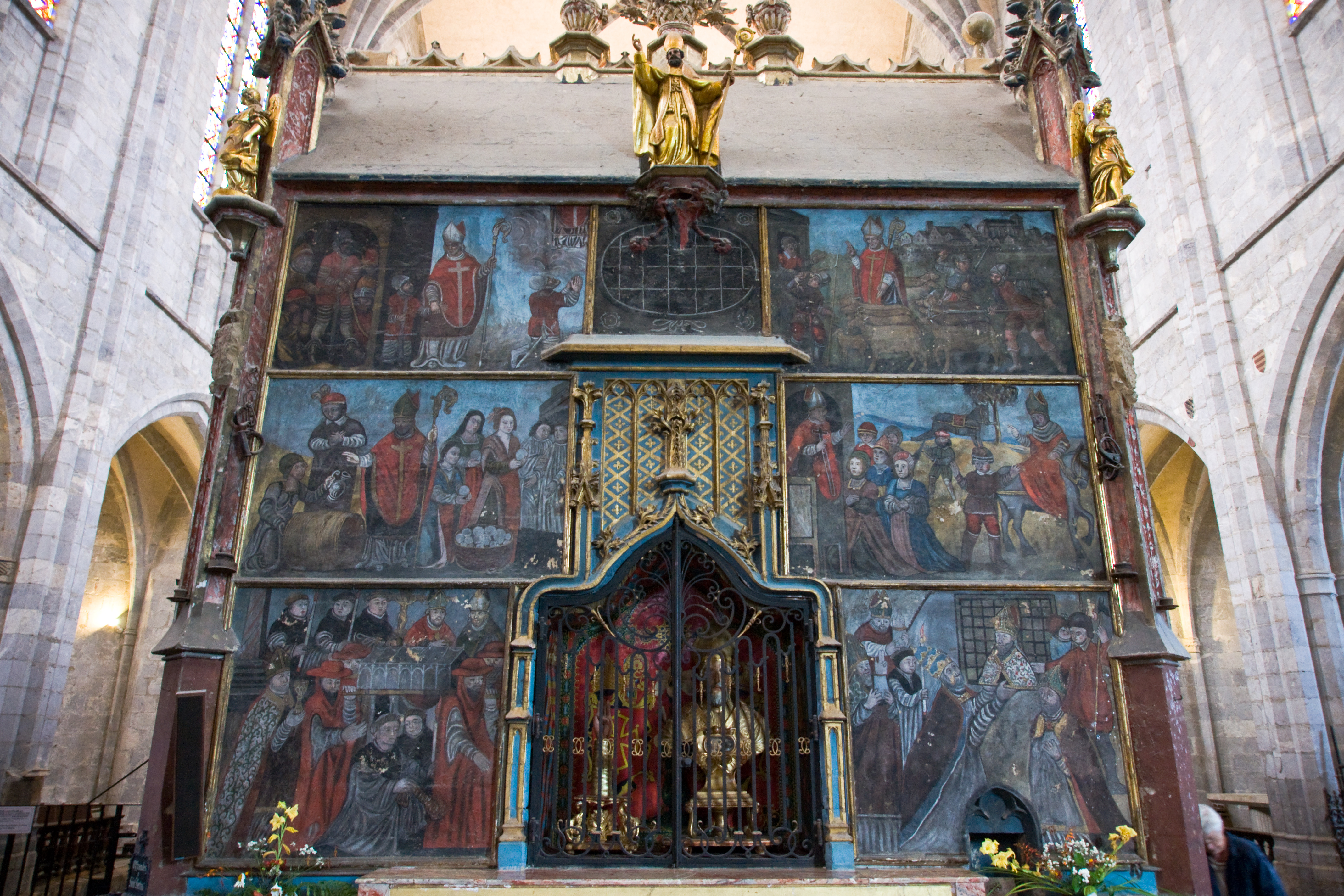
El mausoleo de san Bertrand en la catedral de Nuestra Señora de Saint Bertrand de Comminges,con pinturas del.

Aunque sus padres querían que se dedicase a la milicia, prefirió el estado eclesiástico y fue canónigo y arcediano de Toulouse (antiguamente denominada Tolosa). En 1080 fue elegido obispo de Cominges, donde se encontró con una ciudad, capital de la diócesis por reconstruir. Atrajo a habitantes, reconstruyó la catedral, la dotó de un claustro y un cabildo de canónigos regulares y, mediante una asidua visita pastoral a todos los pueblos, infundió en ella un nuevo espíritu, en la línea de la reforma gregoriana, logrando la reforma del clero y del pueblo cristiano. Agotado por el trabajo y el esfuerzo, murió el 16 de octubre de 1123. Su festividad se celebra el 16 de octubre y es conocido como el santo de los Pirineos.
Debido a su largo episcopado y en su honor, la ciudad de Lugdunum Convenarum cambiará su nombre por San Bertrán de Cominges, Se encuentra situada en plenos Pirineos, en la comarca de Cominges y a 18 km al suroeste de Saint-Gaudens.
En 1309, el Papa Clemente V, que fue a su vez obispo de San Bertrán de Cominges, procedió a su canonización.
El cardenal Pedro de Foix, que había ocupado la sede episcopal entre 1422 y 1442, construyó en su honor una magnífica tumba. Sus restos se conservan en un mausoleo en la catedral de Nuestra Señora de Saint Bertrand de Comminges.